# Meenoplus mandrakensis
Meenoplus mandrakensis är en insektsart som beskrevs av Synave 1957. Meenoplus mandrakensis ingår i släktet Meenoplus och familjen Meenoplidae. Inga underarter finns listade i Catalogue of Life.